# Sui Ran
Dans ce nom, le nom de famille, Sui, précède le nom personnel.
Sui Ran, (en chinois : 睢冉), né le 25 juin 1992 à Jinan en Chine, est un joueur de basket-ball chinois, évoluant aux postes de meneur et d'arrière.